# Acrilico (fibra)

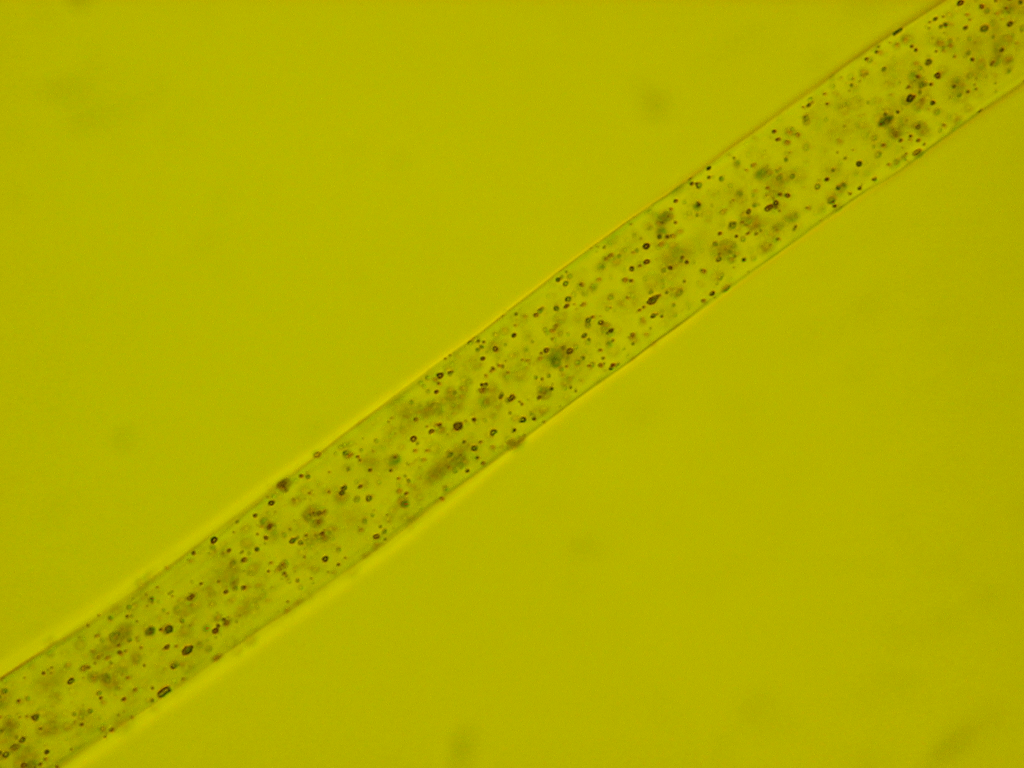
Fibra acrilica al microscopio.

Il termine acrilico è utilizzato nell'industria tessile per indicare le fibre sintetiche prodotte a partire da acrilonitrile, monomero che costituisce almeno l'85% delle unità ripetitive nella catena polimerica.

## Resine acriliche
Le resine acriliche (poliacrilati)  sono ottenute dalla polimerizzazione di monomeri acrilici, principalmente acido acrilico ed esteri acrilici o metacrilici. La miscela di comonomeri viene ottimizzata per ottenere copolimeri con caratteristiche particolari, come resistenza alla fiamma, elasticità, reticolabilità, comportamento antistatico etc. Le applicazioni principali comprendono pitture per edilizia, rivestimento di metalli, adesivi e sigillanti, rivestimento della carta, di tessuti e del cuoio o anche in campo dentale come materiale estetico per la costruzioni di protesi.

### Resine acriliche termopolimerizzabili
Sono polimeri in forma di polvere e liquido, che miscelati danno una pasta. Questa viene sottoposta a riscaldamento ottenendo così il polimero termoindurito. Si tratta di un materiale usato dal 1945 per la produzione di dispositivi odontoiatrici.

## Acido acrilico
Acido organico rappresentato dalla formula CH2=CH-COOH, costituisce il termine più semplice degli acidi carbossilici con un doppio legame.

## Fibre acriliche

### Fibre acriliche per uso tessile in Italia
La produzione di acrilico per uso tessile fu importata in Italia dalla Edison con lo stabilimento Acsa di Marghera. Dopo la fusione tra Montecatini ed Edison con la nascita della Montedison, l'Acsa fu assorbita dalla Châtillon, che diverrà poi Montefibre.
La produzione fu quasi esclusivamente di fiocco. Una particolarità della produzione di acrilico è stata la possibilità di creare il fiocco con colori  "tinti in pasta" con una possibilità infinita soprattutto usata per poi produrre filati di tipo laniero, prevalentemente per maglieria.
Etichettatura tessile (PC).

### Fibre acriliche per usi industriali
Le fibre acriliche si prestano ad essere adoperate per migliorare le mescole di cemento. Noto con il nome commerciale di Ricem, ha trovato diffusione soprattutto dopo la messa al bando delle fibre di amianto.

## Adesivi strutturali
Gli adesivi strutturali sono degli adesivi principalmente a base di resine acriliche modificate.